# San José Chico
San José Chico är en ort i Mexiko.   Den ligger i kommunen Tacámbaro och delstaten Michoacán de Ocampo, i den södra delen av landet, 260 km väster om huvudstaden Mexico City. San José Chico ligger 1 868 meter över havet och antalet invånare är 220.
Terrängen runt San José Chico är lite bergig. Runt San José Chico är det ganska glesbefolkat, med 25 invånare per kvadratkilometer. Närmaste större samhälle är Tacámbaro de Codallos, 10,9 km öster om San José Chico. I omgivningarna runt San José Chico växer huvudsakligen savannskog.